# Predore
Predore é uma comuna italiana da região da Lombardia, província de Bérgamo, com cerca de 1.780 habitantes. Estende-se por uma área de 11 km², tendo uma densidade populacional de 162 hab/km². Faz fronteira com Iseo (BS), Sarnico, Tavernola Bergamasca, Viadanica, Vigolo.

## Demografia
| Variação demográfica do município entre 1861 e 2011                               |
|                                                                                   |
| Fonte: Istituto Nazionale di Statistica (ISTAT) - Elaboração gráfica da Wikipedia |